# 긴발가락폄근
긴발가락폄근(extensor digitorum longus) 또는 장지신근(長趾伸筋)은 앞쪽 다리의 가쪽 부분에 위치한 근육으로, 깃근육 형태를 하고 있다. 가쪽 네 개의 발가락을 펴고 발목을 발등 쪽으로 굽히는 역할을 한다.

## 구조
긴발가락폄근은 정강뼈의 가쪽관절융기, 종아리뼈 몸통의 앞면 위쪽 3⁄4, 뼈사이막 위쪽 부분, 근막의 깊은면, 긴발가락폄근과 앞정강근(안쪽), 종아리근(가쪽) 사이의 근육사이막에서 시작한다. 긴발가락폄근과 앞정강근 사이에는 앞정강혈관 상부와 깊은종아리신경이 존재한다.
이후 긴발가락폄근은 셋째종아리근과 함께 발의 위폄근지지띠와 아래폄근지지띠를 지나고, 네 갈래로 갈라진다. 네 갈래로 갈라진 근육은 발등을 향해 주행하여 엄지발가락을 제외한 발가락 네 개의 중간발가락뼈와 먼쪽발가락뼈에 각각 닿는다.
둘째, 셋째, 넷째 발가락으로 향한 힘줄들은 각기 발허리발가락관절 반대편, 짧은발가락폄근 힘줄의 가쪽에서 합류한다. 힘줄들은 다음과 같은 방식으로 끝난다. 각 힘줄은 등쪽뼈사이근과 벌레근으로부터 섬유를 받아 넓은 널힘줄으로 퍼져 나간다. 이 널힘줄은 엄지발가락의 발등쪽 면을 덮고 있다. 몸쪽발가락뼈와 중간발가락뼈의 관절에서 널힘줄은 세 갈래로 나뉜다. 이들 중 중간 갈래는 중간발가락뼈 바닥에 닿는다. 나머지 두 갈래는 중간발가락뼈의 발등쪽 면에서 합쳐진 뒤 계속 주행하여 먼쪽발가락뼈 바닥에 닿는다.

## 같이 보기
- 짧은발가락폄근
- 손가락폄근

## 참고 문헌
이 문서는 현재 퍼블릭 도메인에 속하는 그레이 해부학 제20판(1918) page 481의 내용을 기초로 작성된 글이 포함되어 있습니다.